# Municipio de Polk (condado de Atchison)
El municipio de Polk (en inglés: Polk Township) es un municipio ubicado en el condado de Atchison en el estado estadounidense de Misuri. En el año 2010 tenía una población de 226 habitantes y una densidad poblacional de 1,4 personas por km².

## Geografía
El municipio de Polk se encuentra ubicado en las coordenadas 40°30′56″N 95°30′24″O / 40.51556, -95.50667. Según la Oficina del Censo de los Estados Unidos, el municipio tiene una superficie total de 161.41 km², de la cual 161,41 km² corresponden a tierra firme y (0 %) 0 km² es agua.

## Demografía
Según el censo de 2010, había 226 personas residiendo en el municipio de Polk. La densidad de población era de 1,4 hab./km². De los 226 habitantes, el municipio de Polk estaba compuesto por el 100 % blancos. Del total de la población el 0 % eran hispanos o latinos de cualquier raza.